# Storie (Erodoto)
Le Storie (in greco antico: Ἱστορίαι?, Historíai) sono un'opera di Erodoto di Alicarnasso.
Considerate la prima opera storiografica nella letteratura occidentale conservata nella sua forma completa, scritte approssimativamente tra il 440 a.C. e il 429 a.C. nel dialetto ionico del greco antico, le Storie registrano le tradizioni, l'etnografia, la geografia, la politica e i conflitti tra le varie culture allora note nell'antica Grecia e nelle regioni circostanti di Asia occidentale e Africa settentrionale. Al livello storico dei fatti, con tradizioni già formatesi in precedenza, Erodoto affianca la propria rielaborazione o interpretazione, generando molti problemi discussi dalla critica, ma per i quali non si è ancora giunti a una soluzione certa. Tuttavia, neanche talune discordanze interne al testo riescono a sminuire la profonda compattezza e coerenza dell'opera, che appare complessa, raffinata e originale.
Inoltre, le Storie si distinguono per il fatto di essere uno dei primi resoconti dell'ascesa dell'Impero achemenide, e delle guerre persiane svoltesi nel V secolo a.C. tra l'impero e le città-Stato greche: Erodoto ritrae il conflitto come combattuto da una parte tra le forze del dispotismo (i persiani), e dall'altra quelle della libertà (i greci).

## Genesi e struttura
Frutto delle numerose esperienze di viaggio e d'esilio che Erodoto affrontò quando la sua famiglia cadde in disgrazia presso il tiranno Ligdami, e degli incontri con popoli esotici e distanti di Asia e Africa, l'opera, scritta in vecchiaia, si prefiggeva di riferire gli eventi che dagli albori della storia portarono allo scoppio delle guerre persiane nel 499 a.C., concludendosi con la vittoria dei greci e la conquista di Sesto nel 479 a.C., che pose fine a 20 anni di conflitti.
Le Storie furono probabilmente suddivise in età alessandrina in 9 libri, a ciascuno dei quali è attribuito il nome di una Musa. La divisione - attestata per la prima volta nel I secolo a.C. - doveva procedere secondo λόγοι, a seconda della nazione di cui parlavano. La divisione è rimasta nelle edizioni moderne.
I libro (Clio)

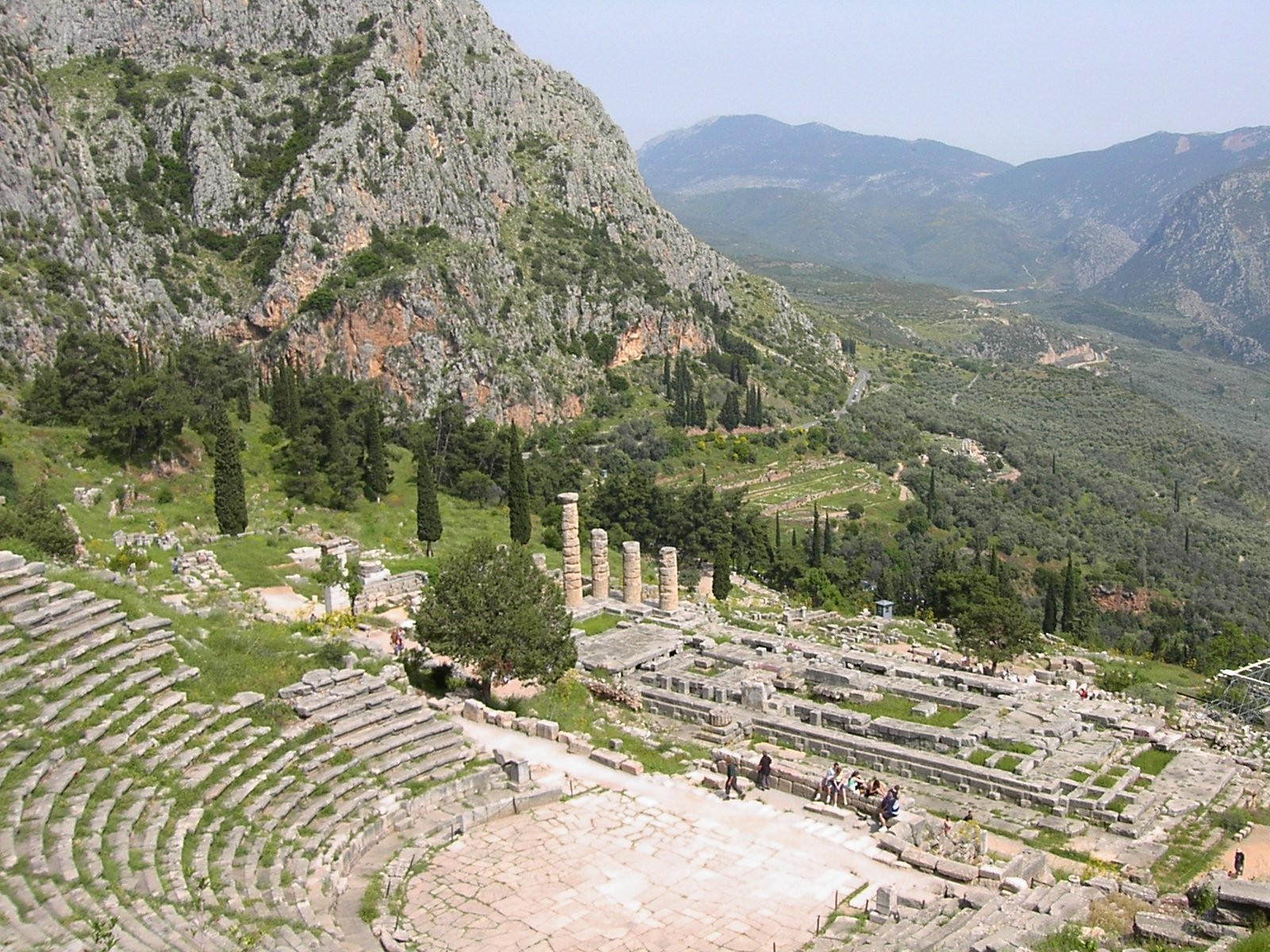
Panorama di Delfi

Il libro iniziale contiene due λόγοι, quello lidio e quello persiano. Erodoto parla dei tre governatori di Lidia Candaule, Gige, Creso; in particolare l'autore rivolge la propria attenzione su quest'ultimo e su un altro grande condottiero, Ciro II di Persia, per poi narrare della secolare ostilità, presente tra Europa e Asia, individuando le cause di questa nella mitologia, in particolare nel rapimento di donne come Io, Europa, Elena.
Non mancano eventi fantastici, come la cavalcata del leggendario poeta Arione di Metimna salvato da un delfino commosso dal suo canto, o discussioni filosofiche, come il dialogo tra Creso e Solone riguardo Tello. Erodoto descrive poi gli sforzi di Creso nel difendere suo figlio, ucciso da Adrasto, la visita all'oracolo di Delfi e la vicenda di Pisistrato come tiranno di Atene.
Dopo aver parlato della sconfitta di Creso, proprio ad opera di Ciro, descrive il popolo dei Medi e dei Persiani, parlando anche dei comandanti di questi popoli unificati (oltre a Ciro, Deioce, Fraorte, Ciassare, Astiage); tratta poi la storia di Ciro fino alla conquista di Babilonia e alla sua morte, avvenuta per mano della regina dei Massageti, Tomiri, nel 529 a.C.
II libro (Euterpe)

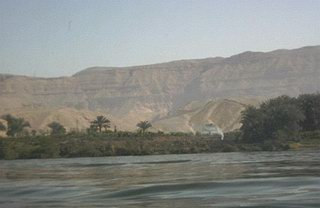
Il fiume Nilo

Inizialmente lo storico descrive il regno di Cambise II, figlio e successore di Ciro. Erodoto poi tratta gli usi e i costumi egizi (riti funebri, la medicina), la religione, la fauna (serpenti sacri, ibis, fenici, lontre, ippopotami, coccodrilli), la geografia e la storia della regione, sottolineando, in particolare, l'importanza del Nilo per gli Egizi. L'intenzione del condottiero persiano era quella di conquistare l'Egitto; l'autore sfrutta questo espediente per aprire una digressione su quel popolo.
Probabilmente affascinato dalla storia di questo popolo, passa a ricordare svariati faraoni: Menes, Nitocris, "Meri" (Amenemhat III), Sesostri III, Ramses III, Cheope (e la costruzione della Grande Piramide), Chefren e Micerino, "Asuchis" (forse Sheshonq I), Shabaka, Amirteo, Shebitqo, Necao I, Psammetico I, Necao II, Psammetico II, Aprie e Amasi.
III libro (Talia)
Erodoto racconta la conquista di Cambise dell'Egitto e dell'attacco di Sparta contro l'isola di Samo, dominata dal tiranno Policrate, ostile anche a Corinto, dove regnava Periandro. Dario I succede a Cambise. Erodoto descrive poi la conquista persiana di Samo (retta da Silosonte) e l'ingresso a Babilonia. Inoltre è presente una digressione sulla migliore forma di governo (λόγος τριπολιτικός) tra Otane (favorevole alla democrazia), Megabizo (favorevole all'oligarchia) e Dario (favorevole alla monarchia, che al termine della discussione risulta la preferibile).
IV libro (Melpomene)
Il IV libro contiene una sezione dedicata alla Scizia e una dedicata alla Libia. Erodoto comincia a narrare di Dario che, dopo la presa di Babilonia, mosse personalmente contro gli Sciti (1-144). Successivamente vengono elencate le varie popolazioni della Scizia e vengono descritte le loro usanze e le loro religioni. Queste popolazioni venerano principalmente Estia, Zeus, Apollo, Afrodite, Eracle e Ares. Erodoto sottolinea che questi popoli pur compiendo sacrifici non edificano né statue, né altari, né templi, se non ad Ares. La sezione dedicata alla Libia inizia dalla spedizione del satrapo persiano Ariande contro Barca, contiene la storia della fondazione di Cirene e un elenco di tutte le popolazioni della Libia. Erodoto si sofferma particolarmente sui primi abitanti della Libia a partire dall’Egitto: gli Adirmachidi, che hanno usanze egiziane ma vestono come gli altri Libici (168).
V libro (Tersicore)
Il V libro tratta l'argomento delle guerre persiane; Erodoto comincia a narrare dell'occupazione della Tracia da parte di Dario e delle vicende della rivolta ionica (iniziata nel 499 a.C.), guidata da Aristagora, l'ambasceria inviata dal tiranno a Sparta e ad Atene, la sconfitta della lega ionia. Questo libro include due sezioni relative alla storia di Sparta e Atene. All’interno dell’ampia sezione dedicata ad Atene si collocano due excursus: il primo sulle origini dell'alfabeto greco e sulle sue trasformazioni (57-61); il secondo sulla storia dei cori tragici (67) riformati da Clistene, tiranno di Sicione, dopo aver soppresso gli agoni tra i rapsodi per i poemi omerici.
VI libro (Erato)
Nel VI libro si conclude la vicenda della rivolta ionica e si preparano gli sviluppi successivi che condurranno alla spedizione di Dario contro la Grecia. Erodoto si serve dell’espansione persiana nel Chersoneso per poter introdurre la storia di Milziade (34-41), il vincitore della battaglia di Maratona, descritta in questo libro. Dopo il fallito tentativo di Mardonio, che perde la flotta in un naufragio (45-45; 492 a.C.), Erodoto passa a descrivere la spedizione di Dario contro la Grecia. Prendendo spunto dalla sottomissione di Egina al re di Persia, viene introdotta una lunga sezione di storia greca (49-93), in cui è dato grande risalto alle vicende dei re spartani. Segue la dettagliata descrizione dello svolgimento della spedizione persiana e della sconfitta di Maratona (490 a.C.).
Nella conclusione del VI libro Erodoto torna a Milziade, del quale vengono raccontate le ultime vicende (la fallita spedizione contro Paro, il processo e la morte) e, presentando gli argomenti addotti in difesa di Milziade, narra la presa di Lemno (137-140).
VII libro (Polimnia)

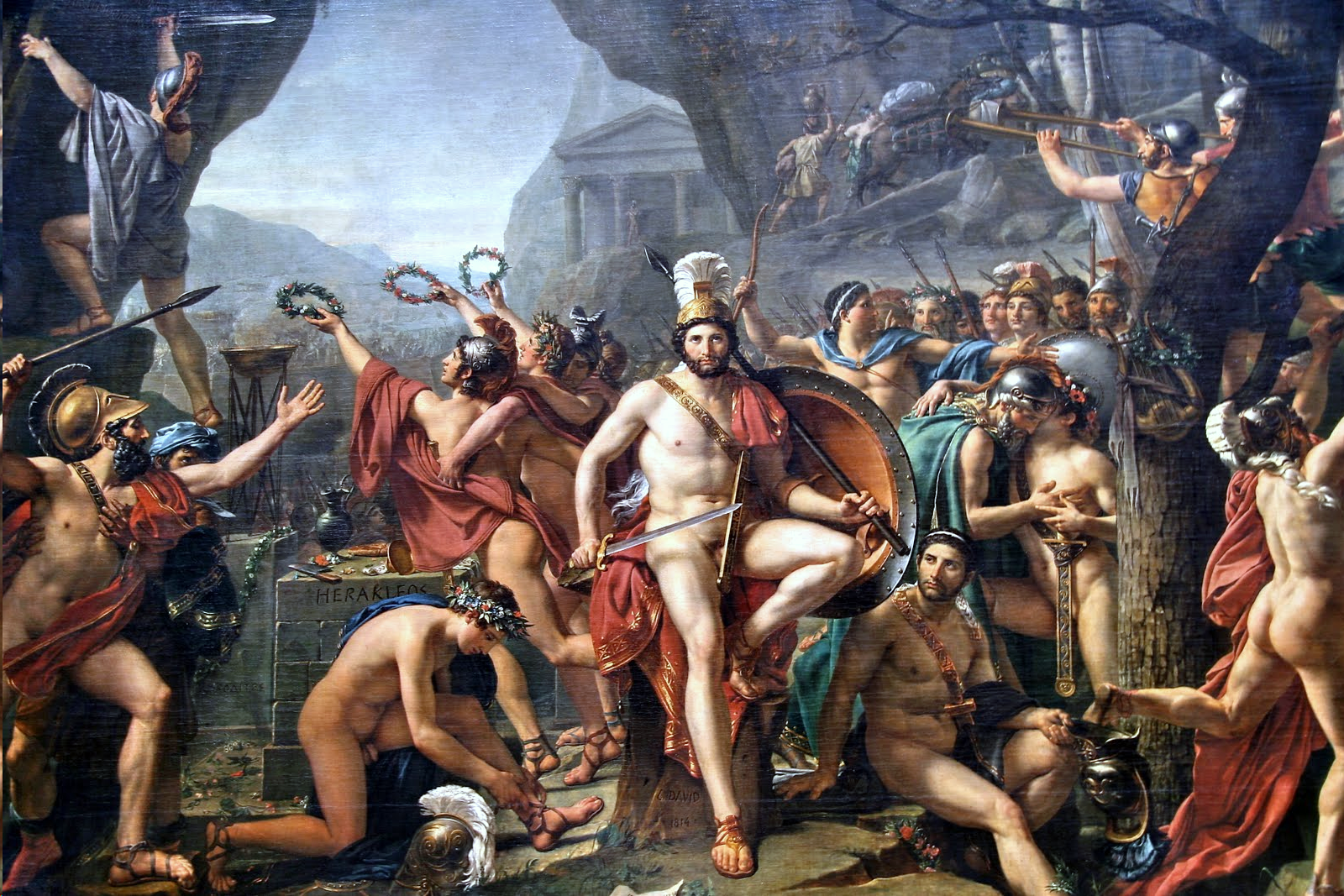
Leonida alle Termopili, di Jacques-Louis David (1814)

Qui si narra la spedizione del re persiano Serse, figlio di Dario al quale è succeduto, e del suo esercito contro Atene e i Greci. Erodoto descrive l'apparato militare persiano, presentandone al lettore le enormi dimensioni e il carattere multietnico: una grandezza incommensurabile a cui non corrisponde altrettanta forza. Erodoto ingigantisce il numero degli effettivi, ma al contempo esamina con serietà e profondità le ragioni storiche e politiche dell'espansionismo persiano sottolineandone «la natura oppressiva e strutturalmente trasgressiva di ogni limite», insomma un imperialismo di marca orientale. Segue una descrizione del modo in cui i Persiani varcarono l'Ellesponto.
La sezione più famosa del libro VII è costituita dal racconto della difesa del passo delle Termopili e dal sacrificio del re spartano Leonida e dei suoi 300; del tradimento di Efialte, che mostrò ai Persiani la via per aggirare le postazioni spartane. L'autore non sottace gli errori tattici e strategici che furono la causa di quell'episodio, diventato presto leggendario. Invece, egli è sicuro che il contributo decisivo alla vittoria su Serse venne piuttosto da Atene.
I Greci chiedono aiuto al tiranno Gelone.
VIII libro (Urania)
La prima parte del libro tratta lo scontro navale della Battaglia di Capo Artemisio, dopo la quale i Persiani arrivano a invadere l'Attica e a distruggere l'Acropoli di Atene. Poi è descritta dettagliatamente la battaglia di Salamina, in cui Temistocle riesce a sconfiggere Serse, il quale ritorna in patria lasciando in Grecia Mardonio, che tenta un accordo con Atene. Nella parte finale del libro si trova una dissertazione sulla monarchia macedone, determinata dal fatto che alle trattative fra Mardonio e Atene partecipa come mediatore Alessandro I di Macedonia.
IX libro (Calliope)
L'ultimo libro, conclusivo dell'opera, contiene la descrizione dell'invasione dell'Attica a opera di Mardonio, oltre che delle battaglie di Platea e Micale, entrambe vittoriose per i Greci.

## La composizione dell'opera

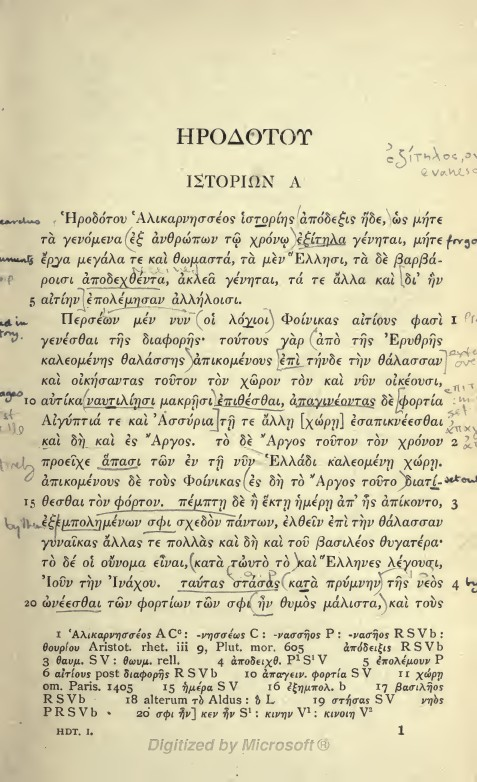
Storie

Il problema della genesi dell'opera è stato oggetto di numerose discussioni, per tutta la storia della letteratura; gli studiosi si dividono in "analisti" (che vedono una stratificazione progressiva delle varie parti, inizialmente divise) e "unitari" (che credono in un piano compositivo di base integrale).

### Analisti
Alla fine dell'Ottocento, si tendeva ad individuare il nucleo originale dell'opera con i libri VII, VIII e IX, mentre i restanti dovevano essere stati aggiunti successivamente.
Felix Jacoby, nel 1913, ipotizzò che Erodoto avrebbe dato inizio alla sua attività, ricollegandosi ai logografi, in particolare Ecateo di Mileto; avrebbe così voluto descrivere varie regioni del mondo abitato, realizzando una Περίοδος γῆς (Descrizione della terra), destinata alla pubblica lettura. Con il soggiorno ad Atene, a causa dell'influenza di Pericle e di altri intellettuali, avrebbe cambiato la sua concezione, per quanto riguarda le Storie , avvicinandosi alla vera storiografia. Le sezioni etnografiche, per permangono nei nove libri, sono dei residui dell'opera originale.

Nel 1926, Gaetano De Sanctis modificò la tesi di Jacoby, ipotizzando una fase intermedia tra la composizione iniziale e la revisione finale. In questa parte, l'autore avrebbe deciso di compiere 
(La composizione della storia in Erodoto, in L. Canfora, Erodoto Tucidide Senofonte)
In seguito, decise di modificare l'opera, trasformandola in una serie di cronache delle lotte tra Greci e barbari, in cui le porzioni etnografiche erano solo delle digressioni.

### Unitari
Max Pohlenz identificò nelle Storie un nucleo originario sempre presente, quello del conflitto tra Oriente e Occidente; esisteva dunque un progetto unitario di fondo, in seguito ampliato dai materiali raccolti dall'autore; a sostenere la sua teoria, spiega che l'inizio delle Storie coincide con la prima volta in cui un orientale rese tributarie delle città greche.

### Il problema della conclusione
Molte discussioni sono nate dal fatto che l'opera erodotea si concluda con un evento minore, come è la presa di Sesto, avvenuta nel 478 a.C.; a questo si aggiungono alcune promesse dell'autore, disattese (come un λόγος assiro o la narrazione della morte di Efialte), e imperfezioni e incongruenze.
Secondo alcuni critici, l'opera è stata interrotta da circostanze esterne, mentre il lavoro era in corso, come la Guerra del Peloponneso. Tucidide e Aristotele, e più recentemente Wilamowitz e Jacoby, ipotizzarono che Erodoto avesse voluto giungere fino al momento della costituzione della lega delio-attica (477 a.C.).
I sostenitori della completezza dell'opera analizzano soprattutto l'ultimo libro; Luciano Canfora sostiene che il colloquio tra Artembare e Ciro, che si conclude con la frase "prepararsi a non essere più dominatori ma dominati", appare "palesemente conclusivo", adatto al tema della "Storia persiana".
Le promesse non rispettate dall'autore sono 
(A.Lesky, Storia della letteratura greca,I)
Inoltre bisogna ricordare che l'opera era destinata ad un uso orale-aurale, per cui non vi era la necessaria presenza di un finale.

## Metodo storiografico

### Le fonti
Lo studio delle fonti scritte, usate da Erodoto, è reso difficile dalla perdita delle opere a lui precedenti; sicuramente sarà stato influenzato dai logografi ma la misura di questa influenza è sconosciuta. Secondo Eforo di Cuma, la base delle Storie proviene da Xanto di Lidia. In realtà, l'unico precursore sicuro è Ecateo di Mileto; comunque sulle fonti scritte, da cui ha attinto, Erodoto è decisamente evasivo. L'autore ha indubbiamente usato documenti ufficiali (persiani, ateniesi e delfici), epigrafi e raccolte.

### Mezzi e criteri
Nel proemio, dopo aver indicato il proprio nome e quello della città natale, Erodoto presenta l'opera, illustrandone lo scopo generale e il tema; 
dai Greci che dai barbari, non restino senza fama; in particolare, per quale causa essi si fecero la guerra.»
(Erodoto, Storie, I, 1.)
Erodoto presenta l'opera come "ἰστορίης άπόδεξις", "esposizione della ricerca"; questa ha riguardato sia le imprese umane (τὰ γενόμενα ἐξ ἁνθρώπων) che non devono essere dimenticate, sia le geste grandi e meravigliose (ἔργα μεγάλα τε καὶ θωμαστά), compiute "sia dai Greci che dai barbari".
Lo storico, in seguito, distingue tra conoscenza diretta, tratta da fonti affidabili, e notizie relative a fatti remoti e incontrollabili, non direttamente controllabili; distingue i risultati delle proprie indagini dalla tradizione, non documentabile. Lesky dice che i suoi occhi diventano i testimoni più attendibili, seguiti dai dati che si possono ricavare, ascoltando testimoni. Nel capitolo riguardante l'Egitto, appare ancora più manifesto il metodo storico erodoteo;
Qualora gli si prospettino due versioni diverse e non abbia elementi per decidere, si basa su un criterio di logica e verosimiglianza; talvolta lascia al lettore le scelta o respinge una determinata notizia, ritenendola incredibile.
(Erodoto, Storie, II, 123.)

## Traduzioni integrali italiane
- Herodoto Alicarnasseo Historico, delle guerre de greci, et de persi, tradotto per il conte Mattheo Maria Boiardo, editio princeps, 1533; 1539; 1553; in Venetia, Lelio Bariletto, 1565. [la versione del Boiardo è condotta sulla traduzione in latino dell'umanista Lorenzo Valla]
- Erodoto Alicarnasseo padre della greca istoria, dell'imprese de' greci de' barbari, con la vita d'Omero, nuovamente nella nostra lingua, tradotto dal signor Giulio Cesare Becelli, la vita dell'autore descritta per Tommaso Porcacchi, la cronologia di Tommaso Gale, con dieci tavole di geografia antica. E questo è il secondo anello della Collana istorica greca. Parte Prima e Parte Seconda. In Verona: appresso Dionigi Ramanzini, 1733-1734.
- Le Istorie, traduzione di e introduzione di Luigi Sgroj, Napoli, Edizioni Scientifiche Italiane, 1947-1948. - Revisione della trad. e note di Livio Rossetti in collaborazione con Graziano Ranocchia, Introduzione di L. Rossetti, Newton Compton, Roma, 1996, ISBN 978-88-818-3434-1.
- Le Storie, traduzione di e note di Augusta Izzo d'Accinni, Firenze, Sansoni, 1951. - Revisione della trad. e note di Daniela Fausti, Introduzione di Filippo Cassola, Milano, BUR, 1984.
- Le Storie, traduzione di Luigi Annibaletto, Milano, Mondadori, 1956. - Introduzione di Kenneth H. Waters (saggio tratto da Herodotus the Historian. His Problems, Methods and Originality), Milano, Mondadori, 1985.
- La Fondazione Lorenzo Valla ha pubblicato, tra il 1977 e il 2017, l'edizione commentata delle Storie in 9 volumi[2]: Libro VIII. La battaglia di Salamina, a cura di Agostino Masaracchia, 1977 [esaurito]; Libro IX. La sconfitta dei Persiani, a cura di A. Masaracchia, 1978 [esaurito]; Libro I. La Lidia e la Persia, a cura di David Asheri, trad. A. Fraschetti, 1988; Libro II. L'Egitto, a cura di Alan B. Lloyd, trad. Augusto Franchetti, 1989; Libro III. La Persia, a cura di David Asheri et al., 1990; Libro IV. La Scizia e la Libia, a cura di Aldo Corcella e Silvio M. Medaglia, trad. A. Fraschetti, 1993; Libro V. La rivolta della Ionia, a cura di Giuseppe Cenci, trad. A. Fraschetti, 1994; Libro VI. La battaglia di Maratona, a cura di Giuseppe Cenci, 1998; Libro VIII. La vittoria di Temistocle, a cura di David Asheri e Aldo Corcella, trad. A. Fraschetti, 2003; Nuova ed., Libro IX. La battaglia di Platea, a cura di David Asheri e Aldo Corcella, trad. A. Fraschetti, 2006; Libro VII. Serse e Leonida, a cura di Pietro Vannicelli e Aldo Corcella, trad. Giuseppe Cenci, 2017.
- Le Storie. Libri I-II: Lidi, Persiani, Egizi, Introduzione, trad. e note di Fulvio Barberis, con un saggio di Luciano Canfora, Collana I grandi libri n.375, Milano, Garzanti, 1989, ISBN 978-88-115-8375-2.
- Le Storie. Libri III-IV: l'Impero persiano, Introduzione, trad. e note di F. Barberis, Collana I grandi libri n.376, Milano, Garzanti, 1989, ISBN 978-88-115-8376-9.
- Le Storie. Libri V-VI-VII: I Persiani contro i Greci, Introduzione, trad. e note di F. Barberis, Collana I grandi libri n.377, Milano, Garzanti, 1990, ISBN 978-88-115-8377-6.
- Le Storie. Libri VIII-IX: La vittoria della Grecia, Introduzione, trad. e note di F. Barberis, Collana I grandi libri n.378, Milano, Garzanti, 1990, ISBN 978-88-115-8378-3.
- Le Storie, 2 voll. (Vol. I: Libri I-IV; Vol. II: V-IX), a cura di Aristide Colonna e Fiorenza Bevilacqua, Collezione Classici Greci, Torino, UTET, 1996.

### Edizioni critiche
- Herodoti: Historiae. Recognovit brevique adnotatione critica instruxit. C. Hude, Oxonii, E Typographeo Clarendoniano, III ed. 1927; II ed. 1920, I ed. 1906.
  - Tomus prior: Libri I-IV.
  - Tomus posterior: Libri V-IX.
- Hèrodote, Histoires. Ph.-E. Legrand [Texte établi et traduit par], Paris, Les Belles Lettres, 1932-1954.
  - Livre I: Introduction. (1932)
  - Livre II: Euterpe. (1936)
  - Livre III: Thalie. (1939)
  - Livre IV: Melpomène. (1945)
  - Livre V Terpsichore. (1946)
  - Livre VI: Erato. (1948)
  - Livre VII: Polymnie. (1951)
  - Livre VIII: Uranie. (1953)
  - Livre IX: Caliope. (1954)
  - Index analytique. (1966)
- Herodoti: Historiae. Edidit H.B. Rosén, Leipzig, Teubner, 1987-1998.
  - Vol. I: Libros I-IV continens. (1987)
  - Vol. II: Libros V-IX continens. Indicibus criticis adiecis. (1998)
- Herodoti: Historiae. Recognovit brevique adnotatione critica instruxit. N.G. Wilson, Oxonii, E Typographeo Clarendoniano, 2015.
  - Tomus prior: Libros I-IV continens.
  - Tomus alter: Libros V-IX continens.